# Yesterday Love
„YESTERDAY LOVE” – trzeci singel DVD japońskiej piosenkarki Mai Kuraki, wydany 11 stycznia 2017 roku. Został wydany w czterech edycjach: dwóch regularnych (Blu-ray, DVD), limitowanej i „FC & Musing”. Osiągnął 6 pozycję w rankingu Blu-ray Oricon i pozostał na liście przez 6 tygodni. Piosenka została wykorzystana jako 53 ending (odc. 843–864) anime Detektyw Conan.

## Lista utworów
| DVD/Blu-ray | DVD/Blu-ray      | DVD/Blu-ray | DVD/Blu-ray                | DVD/Blu-ray                    | DVD/Blu-ray |
| Nr          | Tytuł utworu     | Tekst       | Kompozycja                 | Aranżacja                      | Długość     |
| ----------- | ---------------- | ----------- | -------------------------- | ------------------------------ | ----------- |
| 1.          | „YESTERDAY LOVE” | Mai Kuraki  | Daikō Nagato, Keiya Kubota | Daikō Nagato, Yumeto Tsurusawa |             |

## Notowania
| Lista                 | Pozycja |
| --------------------- | ------- |
| Oricon Weekly DVD     | 27      |
| Oricon Weekly Blu-ray | 6       |